# Ла-Сі
Ла-Сі (англ. LaScie) — містечко в Канаді, у провінції Ньюфаундленд і Лабрадор.

## Населення
За даними перепису 2016 року, містечко нараховувало 872 особи, показавши скорочення на 3,0%, порівняно з 2011-м роком. Середня густина населення становила 29,9 осіб/км².
З офіційних мов обидвома одночасно володіли 5 жителів, тільки англійською — 865. Усього 5 осіб вважали рідною мовою не одну з офіційних.
Працездатне населення становило 57% усього населення, рівень безробіття — 47,1% (47,7% серед чоловіків та 47,5% серед жінок). 92,9% осіб були найманими працівниками, а 5,9% — самозайнятими.
Середній дохід на особу становив $37 382 (медіана $28 544), при цьому для чоловіків — $48 226, а для жінок $27 275 (медіани — $40 384 та $21 184 відповідно).
35,6% мешканців мали закінчену шкільну освіту, не мали закінченої шкільної освіти — 31,5%, 32,9% мали післяшкільну освіту, з яких 18,4% мали диплом бакалавра, або вищий.
| Статево-вікова структура населення | Статево-вікова структура населення | Статево-вікова структура населення | Статево-вікова структура населення | Статево-вікова структура населення |
| ---------------------------------- | ---------------------------------- | ---------------------------------- | ---------------------------------- | ---------------------------------- |
|                                    |                                    |                                    |                                    |                                    |
| Всього                             | Всього                             | 48,3%51,7%                         |                                    |                                    |
| 0 — 14 років                       | 0 — 14 років                       |                                    | 13,8%                              | 13,8%                              |
| 15 — 64 років                      | 15 — 64 років                      |                                    | 64,4%                              | 64,4%                              |
| 65 і більше                        | 65 і більше                        |                                    | 21,8%                              | 21,8%                              |
| 85 і більше                        | 85 і більше                        |                                    | 1,1%                               | 1,1%                               |
| Середній вік (років)               | Середній вік (років)               | 44,146,4                           | 45,3                               | 45,3                               |
| Медіана (років)                    | Медіана (років)                    | 47,849,4                           | 49,0                               | 49,0                               |
| — чоловіки — жінки                 |                                    |                                    |                                    |                                    |

| Походження мешканців:     | Походження мешканців:     | Походження мешканців: | Походження мешканців: | Походження мешканців: |
| ------------------------- | ------------------------- | --------------------- | --------------------- | --------------------- |
| Походження                |                           |                       | осіб                  | %                     |
| Корінні американці        | Корінні американці        |                       | 110                   | 12.57%                |
| Інше північноамериканське | Інше північноамериканське |                       | 515                   | 58.86%                |
| Європейське               | Європейське               |                       | 440                   | 50.29%                |
| британське                | британське                |                       | 440                   | 50.29%                |
| французьке                | французьке                |                       | 10                    | 1.14%                 |

| Зайнятість населення за галузями (за класифікацією NOC): | Зайнятість населення за галузями (за класифікацією NOC): | Зайнятість населення за галузями (за класифікацією NOC): | Зайнятість населення за галузями (за класифікацією NOC): | Зайнятість населення за галузями (за класифікацією NOC): |
| -------------------------------------------------------- | -------------------------------------------------------- | -------------------------------------------------------- | -------------------------------------------------------- | -------------------------------------------------------- |
|                                                          |                                                          |                                                          |                                                          |                                                          |
| Управління                                               | Управління                                               |                                                          | 7,1%                                                     | 7,1%                                                     |
| Бізнес, фінанси та адміністрування                       | Бізнес, фінанси та адміністрування                       |                                                          | 9,5%                                                     | 9,5%                                                     |
| Освіта, правозахист, муніципальні та урядові служби      | Освіта, правозахист, муніципальні та урядові служби      |                                                          | 10,7%                                                    | 10,7%                                                    |
| Мистецтво, культура, відпочинок та спорт                 | Мистецтво, культура, відпочинок та спорт                 |                                                          | 2,4%                                                     | 2,4%                                                     |
| Роздрібна торгівля та послуги                            | Роздрібна торгівля та послуги                            |                                                          | 19%                                                      | 19%                                                      |
| Гуртова торгівля, транспорт та обладнання                | Гуртова торгівля, транспорт та обладнання                |                                                          | 21,4%                                                    | 21,4%                                                    |
| Природні ресурси, сільське господарство                  | Природні ресурси, сільське господарство                  |                                                          | 25%                                                      | 25%                                                      |
| Виробництво                                              | Виробництво                                              |                                                          | 6%                                                       | 6%                                                       |

## Клімат
Середня річна температура становить 3°C, середня максимальна – 18,6°C, а середня мінімальна – -13,4°C. Середня річна кількість опадів – 1 057 мм.
| Клімат поселення                              | Клімат поселення | Клімат поселення | Клімат поселення | Клімат поселення | Клімат поселення | Клімат поселення | Клімат поселення | Клімат поселення | Клімат поселення | Клімат поселення | Клімат поселення | Клімат поселення | Клімат поселення |
| Показник                                      | Січ.             | Лют.             | Бер.             | Квіт.            | Трав.            | Черв.            | Лип.             | Серп.            | Вер.             | Жовт.            | Лист.            | Груд.            |                  |
| Середній максимум, °C                         | −3,65            | −4,04            | −0,09            | 4,99             | 9,63             | 14,99            | 18,60            | 18,04            | 13,88            | 8,62             | 3,94             | −1,48            |                  |
| Середня температура, °C                       | −8,34            | −8,73            | −4,76            | 0,32             | 4,96             | 10,32            | 15,34            | 14,78            | 10,62            | 5,36             | 0,69             | −4,73            |                  |
| Середній мінімум, °C                          | −13,02           | −13,38           | −9,44            | −4,36            | 0,29             | 5,64             | 12,07            | 11,53            | 7,36             | 2,09             | −2,58            | −7,99            |                  |
| Норма опадів, мм                              | 93               | 83               | 75               | 69               | 76               | 95               | 80               | 106              | 90               | 103              | 93               | 94               |                  |
| Середньомісячна швидкість вітру, м/с          | 6.76             | 6.39             | 6.25             | 5.73             | 5.22             | 4.97             | 4.59             | 4.74             | 5.34             | 5.77             | 6.36             | 6.79             |                  |
| Середньомісячна сонячна радіація, кДж/м²·день | 3525             | 6522             | 10783            | 14346            | 17457            | 18974            | 18592            | 15566            | 11348            | 6664             | 3718             | 2671             |                  |
| --------------------------------------------- | ---------------- | ---------------- | ---------------- | ---------------- | ---------------- | ---------------- | ---------------- | ---------------- | ---------------- | ---------------- | ---------------- | ---------------- | ---------------- |
| Джерело:                                      |                  |                  |                  |                  |                  |                  |                  |                  |                  |                  |                  |                  |                  |